# Claudia Kolb
Claudia Ann Kolb (Hayward, 19 dicembre 1949) è un'ex nuotatrice statunitense.

## Carriera
Specializzata nella rana e nei misti, ha vinto le medaglie d'oro nei 200 m e 400 m misti ai Giochi olimpici di Città del Messico 1968, in aggiunta alla medaglia d'argento nei 200 m rana a Tokyo 1964. Si è ritirata dalle gare nel 1968 al termine delle Olimpiadi.
È diventata una dei Membri dell'International Swimming Hall of Fame.
È stata primatista mondiale dei 100 m rana, dei 200 m e 400 m misti e della staffetta 4x100 m misti.

## Palmarès
- Olimpiadi

Tokyo 1964: argento nei 200 m rana.
Città del Messico 1968: oro nei 200 m e 400 m misti.
- Giochi panamericani

1967 - Winnipeg: oro nei 200 m farfalla, 200 m misti e 400 m misti, argento nei 200 m rana.

## Riconoscimenti
- World Swimmer of the Year: 1966